# 사우스이스턴 콘퍼런스

사우스이스턴 콘퍼런스(Southeastern Conference, SEC)는 미국 대학 체육 대회로, 회원 기관은 주로 미국 중남부 및 남동부 지역에 있다. 14개 회원사에는 10개 주의 주요 공립 대학, 3개의 추가 공립 토지 부여 대학, 1개의 사립 연구 대학이 포함된다. 회의 본부는 앨라배마주 버밍햄에 있다. SEC는 NCAA(전미 대학 체육 협회) 디비전 I의 스포츠 대회에 참가한다. 축구의 경우 이전에는 디비전 I-A로 알려진 FBS(Football Bowl Subdivision)의 일부이다.
SEC는 1932년 옛 남부회의 회원 13명에 의해 설립되었다. 1960년대 말까지 3명의 창립 회원이 떠났지만, 1990년과 2012년에 추가 회원이 추가되면서 회의는 14개 회원 기관으로 성장했다. 리그는 2024년에 합류할 예정인 오클라호마 대학교와 텍사스 대학교가 추가되면서 회원 수를 16개로 확대할 예정이다.
SEC 회원들은 축구에서 43번, 농구에서 21번, 실내 트랙에서 41번, 야외 트랙에서 42번, 수영에서 24번, 체조에서 20번, 야구(칼리지 월드 시리즈)에서 15번, 배구에서 1번 등 많은 전국 선수권 대회에서 우승했다. 1992년에 SEC는 축구 챔피언십 게임을 개최하고 후속 타이틀을 수여하는 최초의 NCAA 디비전 I 컨퍼런스였으며 BCS(Bowl Championship Series)의 창립 멤버 컨퍼런스 중 하나였다. 현재 SEC 위원은 2015년부터 위원으로 활동하고 있는 그레그 샌키(Greg Sankey)이다. 컨퍼런스는 9개 남자 스포츠와 12개 여자 스포츠에서 팀 챔피언십을 후원한다. 이 컨퍼런스는 재정적으로 성공하여 2022년에 14개 학교에 7억 2,180만 달러를 배분했다.